# Bożenna Bukiewicz
Bożenna Bukiewicz z domu Lickiewicz (ur. 14 lutego 1952 w Żarach) – polska polityk, z wykształcenia mechanik konstruktor, posłanka na Sejm V, VI, VII i VIII kadencji.

## Życiorys
Jest córką Feliksa i Wandy. W 1978 ukończyła studia w Instytucie Budowy Maszyn Wyższej Szkoły Inżynierskiej w Zielonej Górze (kierunek: maszyny i urządzenia przemysłu włókienniczego) z tytułem magistra inżyniera mechanika.
W 1990 założyła Biuro Obrotu Nieruchomościami w Zielonej Górze, którym zarządzała do 2005. Od 2002 do 2005 pełniła funkcję radnej zielonogórskiej rady miejskiej. W 2001 bez powodzenia kandydowała do Sejmu, a w 2004 do Parlamentu Europejskiego. W wyborach samorządowych w 2006 kandydowała na stanowisko prezydenta Zielonej Góry, w drugiej turze przegrała z Januszem Kubickim, kandydatem koalicji Lewica i Demokraci.
W 2005 z listy Platformy Obywatelskiej została wybrana na posła V kadencji w okręgu lubuskim. W 2006 objęła stanowisko przewodniczącej PO w województwie lubuskim, które zajmowała do 2016. W wyborach parlamentarnych w 2007 po raz drugi uzyskała mandat poselski, otrzymując 28 420 głosów. W 2011 z powodzeniem ubiegała się o reelekcję, dostała 38 017 głosów. Objęła funkcję wiceprzewodniczącej KP PO, zastępcy przewodniczącego Komisji Infrastruktury i przewodniczącej zarządu Polskiej Grupy Unii Międzyparlamentarnej. W 2014 również bezskutecznie kandydowała do PE.
W 2015 została ponownie wybrana do Sejmu, otrzymując 25 715 głosów. W Sejmie VIII kadencji została członkinią Komisji Polityki Senioralnej oraz Komisji Ustawodawczej. Nie kandydowała w kolejnych wyborach w 2019.

## Odznaczenia
- Odznaka Honorowa za Zasługi dla Województwa Lubuskiego (2011)[5]